# Trill
Los trills son una especie extraterrestre simbiótica ficticia de la franquicia de ciencia ficción Star Trek. Aparecen por primera (y única vez en esa serie) en el episodio "El huésped" de Star Trek: La nueva generación. Posteriormente en la serie Star Trek: Espacio profundo 9 tendrán más protagonismo con la aparición de Jadzia Dax, un personaje regular trill. Más tarde aparece también en la serie Ezri Dax.

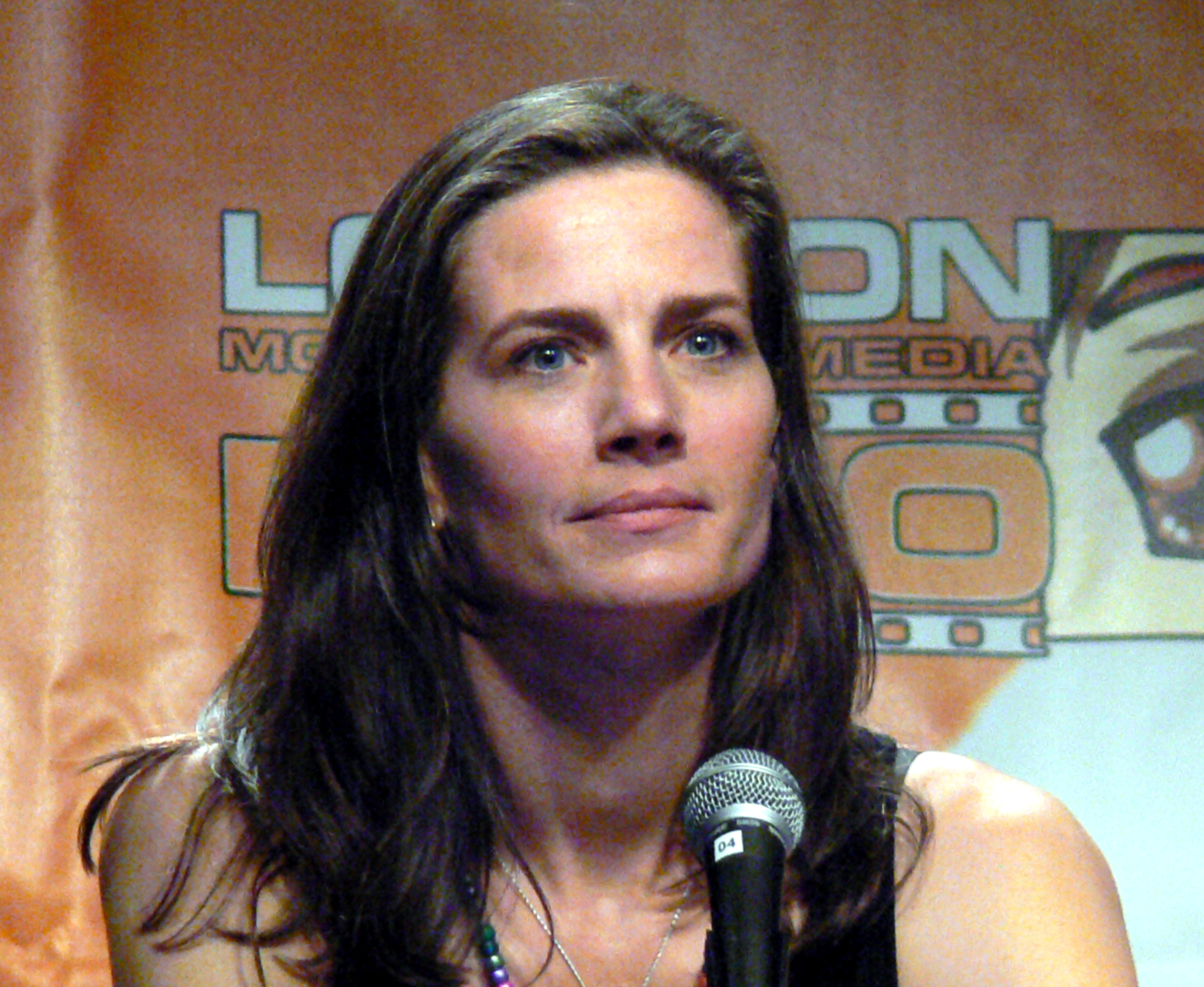
La actriz Terry Farrell interpretó a la Trill Jadzia Dax.

## Biología
La especie trill la conforman dos grupos biológicos diferentes, los humanoides trill que, en la primera aparición en el episodio "El huésped" de Star Trek: La nueva generación, son similares a los humanos salvo por su frente venosa, pero que a partir de Star Trek: Espacio profundo 9 tienen la frente normal pero un conjunto de manchas negras que recorren desde la frente a los pies. El otro ente es una especie de gusano o gasterópodo llamado simbionte que se introduce en el humanoide huésped en una relación mutuamente beneficiosa. El simbionte preserva toda la memoria de la vida de todos sus huéspedes haciendo que los huéspedes acumulen largas experiencias de vida de muchos siglos. Ser huésped es algo muy cotizado y para acceder a un simbionte se deben realizar arduas pruebas físicas y mentales.

## Historia
La primera aparición de un trill en Star Trek: La nueva generación contiene algunas diferencias radicales con la aparición de los trills en Star Trek: Espacio profundo 9. Además del aspecto, el embajador trill Odan, que negocia para la Federación un tratado diplomático, se encuentra románticamente involucrado con Beverly Crusher quien se sorprende al descubrir al simbionte después de que un accidente mata al huésped de Odan. El resto de la tripulación se encuentra igual de sorprendida con la naturaleza simbiótica de los trills. Sin embargo, en Star Trek: Espacio profundo 9 se descubre que el trill Curzon Dax fue uno de los negociados del tratado de alianza entre la Federación Unida de Planetas y los Klingon (mismo que ocurrió muchos años antes de que Beverly Crusher naciera) por lo que es de suponer que los trill eran miembros de la Federación mucho antes de que Crusher y el resto de la tripulación del USS Enterprise (NCC-1701-D) naciera, y no tendría lógica que la tripulación estuviera tan poco informada sobre la anatomía trill.
Otra diferencia es que Odan se niega a usar el teletransportador aparentemente porque es peligroso para los trills dada su naturaleza simbiótica, sin embargo en Star Trek: Espacio profundo 9 Dax y más trills usan el transportador sin ningún inconveniente. 
En Star Trek: Espacio profundo 9 se aprovecha la trama del cambio de huéspedes para tocar, por primera vez en la historia de Star Trek, el tema del lesbianismo cuando en el episodio "Reencuentro" Lenara Kahn, la antigua esposa de Torias Dax, restaura su relación con la huésped actual del simbionte, Jadzia Dax.